# تودور ميخائيل
تودور ميخائيل (بالرومانية: Tudor Mihail)‏ هو لاعب كرة قدم روماني في مركز الوسط، ولد في 17 أغسطس 1984 في بوخارست في رومانيا. لعب مع كونكورديا كياجنا ونادي الجيش ونادي الريان الصرفند ونادي غينت.